# Luka Prezelj
Luka Prezelj, hrvatski reprezentativni rukometaš
Igrač Karlovca.
S mladom reprezentacijom 2011. na svjetskom prvenstvu plasirali se na 8. mjesto.